# Сосновая улица (Москва)
Сосно́вая улица — московская улица в районе Щукино Северо-Западного административного округа между Пехотной улицей и улицей Академика Курчатова.

## Происхождение названия
До 1956 года — Южный проспект, в 1942—1955 годах Южная улица в Покровском-Стрешневе. Современное название — по находившейся здесь сосновой роще.
С 1960 по 1986 год Сосновой называлась Луганская улица на юге Москвы, в районе Царицыно.

## Описание
Сосновая улица начинается от Пехотной улицы, проходит на запад и выходит на улицу Академика Курчатова, где заканчивается у парка Покровское-Стрешнево.

## Учреждения и организации
по нечётной стороне:
- № 3 — школа «Ювенес», начальные классы;
- № 11 — родильный дом № 26 Северо-Западного адм. округа;

по чётной стороне:
- № 8 — дом-интернат № 21 (для умственно отсталых детей).

## Транспорт
- Трамваи №№ 6, 23, 30, 15.
- Автобус №№ 105, 800.